# Камелик (село)
Камели́к — село в Пугачёвском районе Саратовской области, в составе сельского поселения Старопорубёжское муниципальное образование.
Население - 565 (2010).

## История
Казённое село Камелик упоминается в Списке населённых мест Российской империи по сведениям за 1859 год. Село относилось к Николаевскому уезду Самарской губернии. В селе проживали 730 мужчин и 815 женщин. Согласно Списку населённых мест Самарской губернии по сведениям за 1889 год село относилось к Клевенской волости Николаевского уезда Самарской губернии. В селе проживало 2214 жителей. Земельный надел составлял 5925 десятин удобной и 694 десятины неудобной земли, имелось 17 ветряных мельниц. Согласно переписи 1897 года в селе проживало 2029 человек, в т.ч. православных - 1558, старообрядцев - 471
Согласно Списку населённых мест Самарской губернии 1910 года село населяли бывшие государственные крестьяне, русские, православные и старообрядцы, 1080 мужчин и 1120 женщин, в селе имелись церковь, 2 молитвенных старообрядческих дома, 12 ветряных и 1 механическая мельница, церковно-приходская школа.

## Физико-географическая характеристика
Село находится в Заволжье, на левом берегу реки Большой Иргиз, чуть ниже устья реки Камелик. Высота центра населённого пункта - 31 метр над уровнем моря. Рельеф местности равнинный. Почвы - пойменные нейтральные и слабокислые.
Село расположено на крайнем северо-востоке Пугачёвского района, в 43 км по прямой от районного центра города Пугачёв. По автомобильным дорогам расстояние до районного центра составляет 54 км, до областного центра города Саратов - 290 км, до Самары - 240 км.
Часовой пояс
Камелик, как и вся Саратовская область, находится в часовой зоне МСК+1. Смещение применяемого времени относительно UTC составляет +4:00.

## Население
Динамика численности населения по годам:
| Годы      | 1859 | 1889 | 1897 | 1910 | 2002 |
| --------- | ---- | ---- | ---- | ---- | ---- |
| Население | 1545 | 2214 | 2029 | 2200 | 701  |

| 2002 | 2010 |
| ---- | ---- |
| 701  | ↘565 |

Национальный состав
Согласно результатам переписи 2002 года русские составляли 85 % населения села.